# Riccardo Paletti
Riccardo Paletti (n. 15 iunie 1958, Milano, Italia – d. 13 iunie 1982, Montréal, provincia Québec, Canada) a fost un pilot de Formula 1. De-a lungul carierei a luat startul în 2 curse, niciuna din pole-position. Nu a câștigat nicio cursă și nu a terminat niciodată pe podium, acumulând 0 puncte în întreaga activitate ca pilot de Formula 1.